# Homaliaceae
Homaliaceae is een botanische naam, voor een familie van tweezaadlobbige planten. Een familie onder deze naam werd zo af en toe erkend door systemen voor plantentaxonomie. Indertijd werd een dergelijke familie erkend door De Candolle (in de spelling Homalineae), alwaar ze deel uitmaakte van de Calyciflorae.
Meestal worden de betreffende planten ingedeeld in de familie Flacourtiaceae of Salicaceae.